# Nossa Senhora da Boa Morte
Nossa Senhora da Boa Morte é um dos títulos atribuídos a Nossa Senhora pela tradição católica. De acordo com as crenças da Igreja Católica Romana, da Igreja Ortodoxa, das Igrejas Ortodoxas Orientais e partes do Anglicanismo, a mãe de Jesus foi assunta ao céu ao final de sua vida terrestre. Tanto é que no dia 15 de agosto, quanto é celebrada Nossa Senhora da Boa Morte pelo sincretismo religioso, na Igreja Católica se celebra a festa de Nossa Senhora da Assunção. Porém grande parte da tradição católica e ortodoxa crê na Dormição de Maria, que teria sido quando Nossa Senhora teria morrido, e depois ressuscitado por Nosso Senhor e assunta aos Céus.

## No Brasil

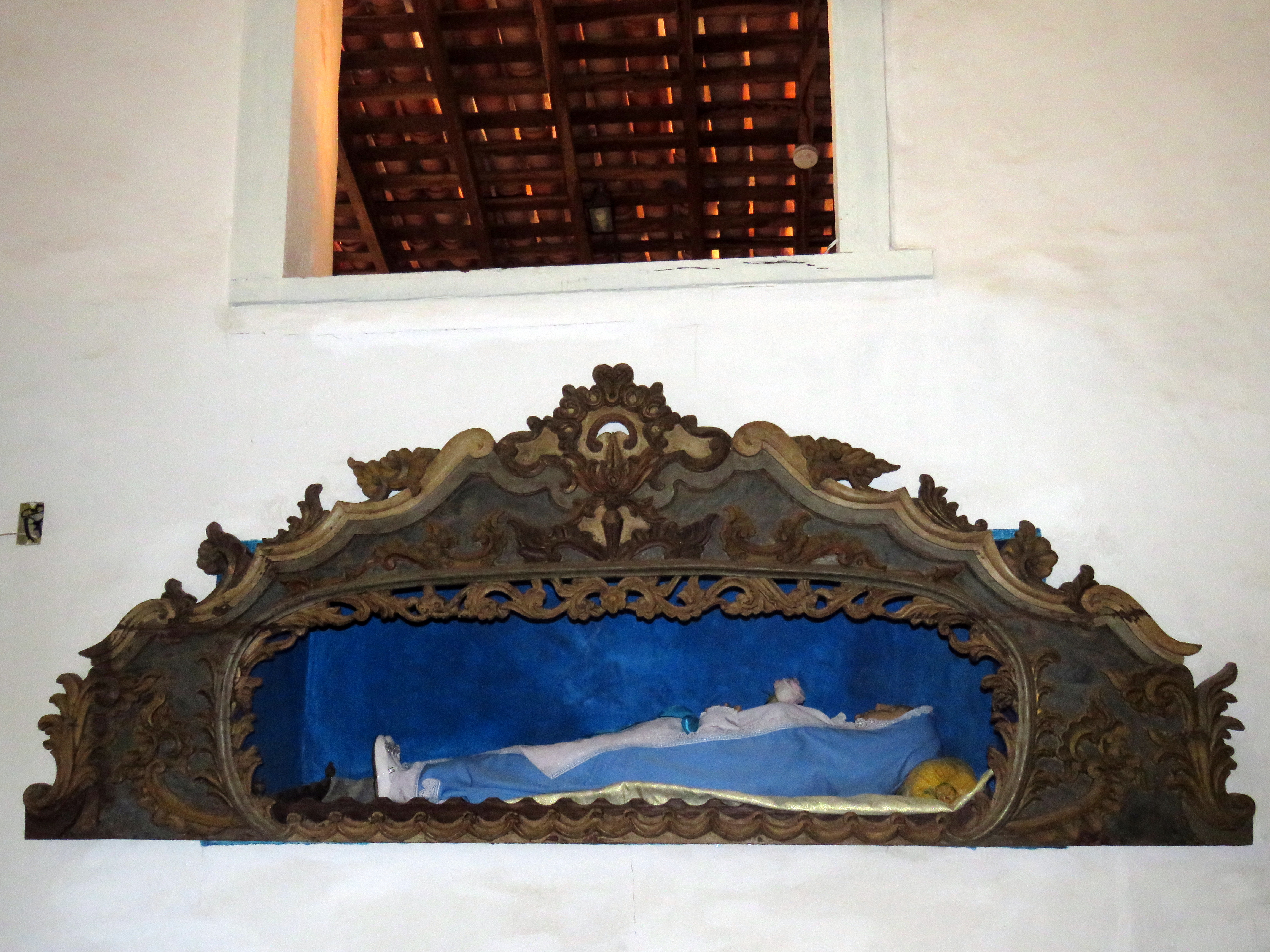
Imagem de Nossa Senhora da Boa Morte, uma das poucas peças que sobraram da Igreja de Nossa Senhora da Boa Morte da Lapa e hoje se encontra na Igreja Nossa Senhora do Carmo em Pirenópolis, Goiás.

A veneração à Nossa Senhora da Boa Morte é uma tradição católica, que ganhou margem religiões afro-brasileiras.[carece de fontes?] O culto chegou ao Brasil por meio dos portugueses.
A imagem de Nossa Senhora da Boa Morte pode ser venerada em Salvador, Bahia, na igreja da Glória e Saúde, mas é na cidade de Cachoeira, no Recôncavo Baiano é onde são realizadas as maiores celebrações organizadas anualmente pela Irmandade da Boa Morte. Possui tais características:
- Incorpora elementos da cultura afro-brasileira,
- Tem mais de duzentos anos,
- Só admite mulheres com mais de quarenta anos de idade,
- São na maioria adeptas do candomblé.[carece de fontes?]

Existe também na cidade de Santos em São Paulo, uma Confraria de Nossa Senhora da Boa Morte, localizada no Convento de Nossa Senhora do Carmo dos carmelitas.
A tradição católica usa o título de Nossa Senhora da Boa Morte para que ela rogue por nós na hora de nossa morte, da qual depende a salvação eterna da alma.

## Em Portugal
No ano de 1661, no sítio do Cabo, na freguesia da Ponta do Pargo (Madeira), já existia uma capela de Nossa Senhora da Boa Morte, fundada por Francisco Homem de Couto.
Encontra-se uma Nossa Senhora da Boa Morte na igreja de São Roque, em Lisboa, na capela da nossa Senhora da Piedade.[carece de fontes?]
Uma capela existe em seu único nome em Cela-Couço no concelho de Melgaço.[carece de fontes?]